# Black River (Jamaika)
Der Black River ist ein Fluss in Jamaika. Er trägt seinen Namen aufgrund des tiefschwarzen Flussbettes. Mit einer Länge von 53,4 Kilometern galt er lange Zeit als der längste Fluss der Insel, bis die Länge des Rio Minho mit 92,8 Kilometern neu bestimmt wurde.

## Verlauf
Der Fluss kommt aus den Bergen des Cockpit Country. Er fließt am Ortsende der Stadt Black River, die ihren Namen von diesem Gewässer ableitet, ins Meer.  Im Bereich des Cockpit Countrys verläuft er teilweise unterirdisch. Früher versorgte er in seinem Mündungsbereich ein großes Sumpfgebiet, das mittlerweile größtenteils trockengelegt wurde.